# 基雅·梅尔弗顿
基雅·梅尔弗顿（英語：Kiah Melverton，1996年11月5日—）生于昆士兰州南港，是一名澳大利亚女子游泳运动员，主攻中长距离自由泳，所属俱乐部是TSS Aquatics。她一开始从事的是冲浪救生运动，之后顺带开始从事游泳运动。梅尔弗顿除了参加泳池比赛外，也有参加公开水域游泳，她曾获得2017年世界游泳锦标赛公开水域项目的参赛资格。